# Stepas-Žukas-Technikum für angewandte Kunst Kaunas
Das Stepas-Žukas-Technikum für angewandte Kunst Kaunas (auch Höhere Kunstschule Kaunas, lit. Kauno aukštesnioji meno mokykla) war eine Höhere Schule (1989–2001) und ein Technikum (1951–1989) in Kaunas, Litauen.

## Geschichte
1922 errichtete man die erste litauische Kunstschule statt Zeichnung-Kurse. Der Gründer und erster Direktor war Künstler Justinas Vienožinskis.
1939 wurde die Schule zur Hochschule. 1951 kam die Schule für angewandte Kunst dazu, die später den Namen von Stepas Žukas bekam und zum Technikum wurde, das 1989 zur Höheren Kunstschule Kaunas wurde.
Am 24. August 2001 integrierte man die Schule zum Kollegium Kaunas. Die Schule wurde zur Justinas-Vienožinskis-Kunstfakultät des Kollegiums Kaunas (lit. Kauno kolegijos Justino Vienožinskio menų fakultetas), eine Fakultät für Kunst. Die höhere Schule wurde am 1. September 2001 aufgelöst.